# Колетронко (Фрозиноне)
Колетронко је насеље у Италији у округу Фрозиноне, региону Лацио.
Према процени из 2011. у насељу је живело 235 становника. Насеље се налази на надморској висини од 156 м.